# Юнацький чемпіонат Європи з футболу (U-16) 2001
Чемпіонат Європи з футболу серед юнаків віком до 16 років 2001 року — дев'ятнадцятий розіграш турніру, який пройшов в Англії з 22 квітня по 6 травня 2001 року. Переможцем вшосте у своїй історії стала збірна Іспанії, яка у фіналі перемогла збірну Франції із мінімальним рахунком 1:0.

## Груповий раунд

### Група A
| Збірна    | І | В | Н | П | ГЗ | ГП | РГ  | О |
| --------- | - | - | - | - | -- | -- | --- | - |
| Іспанія   | 3 | 2 | 0 | 1 | 8  | 2  | +6  | 6 |
| Німеччина | 3 | 2 | 0 | 1 | 11 | 4  | +7  | 6 |
| Бельгія   | 3 | 2 | 0 | 1 | 4  | 6  | –2  | 6 |
| Румунія   | 3 | 0 | 0 | 3 | 2  | 13 | –11 | 0 |

| 22 квітня 2001 |

| Румунія | 0:3      | Іспанія                          |
| ------- | -------- | -------------------------------- |
|         | Протокол | Меллі 27' Гавілан 33' Торрес 59' |

| Нью Ференс Парк, Дарем Арбітр: Димитар Димитров |

| 22 квітня 2001 |

| Німеччина     | 1:2      | Бельгія                         |
| ------------- | -------- | ------------------------------- |
| Троховскі 90' | Протокол | Ковельєрс 66' Вандендріссхе 79' |

| Нью Ференс Парк, Дарем |

| 24 квітня 2001 |

| Румунія                       | 2:8      | Німеччина                                                                           |
| ----------------------------- | -------- | ----------------------------------------------------------------------------------- |
| Велковічі 29' Опря 55' (пен.) | Протокол | Одонкор 7' Троховскі 10' Киличаслан 17', 33', 59' Петерайт 65' Окс 79' Мадєські 80' |

| Фітгамс, Дарлінгтон |

| 24 квітня 2001 |

| Іспанія                                          | 5:0      | Бельгія |
| ------------------------------------------------ | -------- | ------- |
| Фланьйо 2' Торрес 10', 38' Гавілан 50' Бауса 62' | Протокол |         |

| Нью Ференс Парк, Дарем Арбітр: Гжегож Гілевський |

| 26 квітня 2001 |

| Бельгія                       | 2:0      | Румунія |
| ----------------------------- | -------- | ------- |
| Гессенс 33' Вандендріссхе 54' | Протокол |         |

| Біллінгтон, Біллінгем |

| 26 квітня 2001 |

| Іспанія | 0:2      | Німеччина                     |
| ------- | -------- | ----------------------------- |
|         | Протокол | Троховскі 15' ді Грегоріо 58' |

| Нью Ференс Парк, Дарем Арбітр: Атанасіос Бріакос |

### Група B
| Збірна     | І | В | Н | П | ГЗ | ГП | РГ | О |
| ---------- | - | - | - | - | -- | -- | -- | - |
| Туреччина  | 3 | 2 | 0 | 1 | 3  | 2  | +1 | 6 |
| Росія      | 3 | 1 | 2 | 0 | 1  | 0  | +1 | 5 |
| Нідерланди | 3 | 1 | 1 | 1 | 2  | 1  | +1 | 4 |
| Польща     | 3 | 0 | 1 | 2 | 1  | 4  | –3 | 1 |

| 23 квітня 2001 |

| Нідерланди | 0:1      | Туреччина    |
| ---------- | -------- | ------------ |
|            | Протокол | Денізхан 57' |

| Саут Лідс Стедіум, Лідс |

| 23 квітня 2001 |

| Польща | 0:0      | Росія |
| ------ | -------- | ----- |
|        | Протокол |       |

| Бутферрі Парк, Галл Глядачів: 1 125 Арбітр: Атанасіос Бріакос |

| 25 квітня 2001 |

| Нідерланди       | 2:0      | Польща |
| ---------------- | -------- | ------ |
| де Гаан 22', 53' | Протокол |        |

| Бутем Крезент, Йорк |

| 25 квітня 2001 |

| Туреччина | 0:1      | Росія    |
| --------- | -------- | -------- |
|           | Протокол | Герк 36' |

| Бутферрі Парк, Галл Глядачів: 746 Арбітр: Алон Єфет |

| 27 квітня 2001 |

| Росія | 0:0      | Нідерланди |
| ----- | -------- | ---------- |
|       | Протокол |            |

| Бутем Крезент, Йорк Глядачів: 689 Арбітр: Мартін Ганссон |

| 27 квітня 2001 |

| Туреччина           | 2:1      | Польща        |
| ------------------- | -------- | ------------- |
| Їлмаз 37' Сабрі 43' | Протокол | Васіцький 68' |

| Саут Лідс Стедіум, Лідс |

### Група C
| Збірна    | І | В | Н | П | ГЗ | ГП | РГ | О |
| --------- | - | - | - | - | -- | -- | -- | - |
| Англія    | 3 | 2 | 0 | 1 | 4  | 3  | +1 | 6 |
| Італія    | 3 | 1 | 1 | 1 | 7  | 6  | +1 | 4 |
| Швейцарія | 3 | 1 | 1 | 1 | 3  | 4  | –1 | 4 |
| Угорщина  | 3 | 1 | 0 | 2 | 5  | 6  | –1 | 3 |

| 22 квітня 2001 |

| Швейцарія      | 2:1      | Угорщина         |
| -------------- | -------- | ---------------- |
| Цімба 49', 56' | Протокол | Канта 27' (пен.) |

| Шей, Галіфакс Глядачів: 150 Арбітр: Гжегож Гілевський |

| 22 квітня 2001 |

| Англія   | 1:3      | Італія                         |
| -------- | -------- | ------------------------------ |
| Велш 22' | Протокол | Факкінетті 60' Паццині 64', ?' |

| Бреммол Лейн, Шеффілд |

| 24 квітня 2001 |

| Англія                    | 2:0      | Швейцарія |
| ------------------------- | -------- | --------- |
| Е.Джонсон 56' Шумахер 79' | Протокол |           |

| Альфред Макальпайн Стедіум, Гаддерсфілд Глядачів: 2 651 Арбітр: Димитар Димитров |

| 24 квітня 2001 |

| Італія                    | 3:4      | Угорщина                             |
| ------------------------- | -------- | ------------------------------------ |
| Лоді 30', 57' Паццині 65' | Протокол | Канта 20', 51' Мюллер 40' Горват 76' |

| Ветербі Роад, Гаррогейт |

| 26 квітня 2001 |

| Угорщина | 0:1      | Англія        |
| -------- | -------- | ------------- |
|          | Протокол | Г.Джонсон 22' |

| Альфред Макальпайн Стедіум, Гаддерсфілд Глядачів: 3 440 |

| 26 квітня 2001 |

| Італія   | 1:1      | Швейцарія |
| -------- | -------- | --------- |
| Лоді 22' | Протокол | Гаше 43'  |

| Саут Лідс Стедіум, Лідс Глядачів: 750 Арбітр: Синиша Зрнич |

### Група D
| Збірна    | І | В | Н | П | ГЗ | ГП | РГ  | О |
| --------- | - | - | - | - | -- | -- | --- | - |
| Франція   | 3 | 3 | 0 | 0 | 11 | 0  | +11 | 9 |
| Хорватія  | 3 | 2 | 0 | 1 | 3  | 3  | 0   | 6 |
| Шотландія | 3 | 1 | 0 | 2 | 3  | 5  | –2  | 3 |
| Фінляндія | 3 | 0 | 0 | 3 | 1  | 10 | –9  | 0 |

| 23 квітня 2001 |

| Франція                               | 3:0      | Шотландія |
| ------------------------------------- | -------- | --------- |
| Сінама-Понголь 14', 54' Ле Таллек 75' | Протокол |           |

| Оуквелл, Барнслі Глядачів: 703 Арбітр: Алон Єфет |

| 23 квітня 2001 |

| Хорватія          | 2:0      | Фінляндія |
| ----------------- | -------- | --------- |
| Краньчар 45', 67' | Протокол |           |

| Гленфорд Парк, Сканторп Глядачів: 731 Арбітр: Крістінн Якобссон |

| 25 квітня 2001 |

| Франція                             | 3:0      | Хорватія |
| ----------------------------------- | -------- | -------- |
| Сінама-Понголь 37', 55', 64' (пен.) | Протокол |          |

| Ветербі Роад, Гаррогейт Глядачів: 289 Арбітр: Енді Д'Урсо |

| 25 квітня 2001 |

| Шотландія                               | 3:1 | Фінляндія    |
| --------------------------------------- | --- | ------------ |
| Вейр 31' Маклахлін 54' (пен.) Бітті 57' |     | Пелтонен 76' |

| Оуквелл, Барнслі Глядачів: 538 Арбітр: Мартін Ганссон |

| 27 квітня 2001 |

| Фінляндія | 0:5      | Франція                                      |
| --------- | -------- | -------------------------------------------- |
|           | Протокол | Ле Таллек 17', 58' Соф'ян 37' Гракс 44', 80' |

| Бланделл Парк, Грімсбі Арбітр: Александру Тудор |

| 27 квітня 2001 |

| Шотландія | 0:1      | Хорватія     |
| --------- | -------- | ------------ |
|           | Протокол | Гривилич 40' |

| Сенді Лейн, Ворксоп Глядачів: 150 Арбітр: Димитар Димитров |

## Плей-оф

### Чвертьфінали
| 29 квітня 2001 |

| Іспанія                          | 1:1      | Італія                                                              |
| -------------------------------- | -------- | ------------------------------------------------------------------- |
| Торрес 26' (пен.)                | Протокол | Белотті 46'                                                         |
|                                  | Пенальті |                                                                     |
| Сенель · Карлос · Меллі · Торрес | 4:3      | Белотті · Аквілані · Мантовані · Де Крещенцо · Карлос Гарсія Бадіас |

| Стедіум-оф-Лайт, Сандерленд Глядачів: 500 Арбітр: Енді Д'Урсо |

| 29 квітня 2001 |

| Англія                                     | 1:1      | Німеччина |
| ------------------------------------------ | -------- | --------- |
| Самба 66'                                  | Протокол | Лаас 68'  |
|                                            | Пенальті |           |
| Шумахер · Велш · Весткарр · Болдвіч · Гойт | 5:3      | · Беркігт |

| Ріверсайд, Мідлсбро Глядачів: 4 138 Арбітр: Крістінн Якобссон |

| 30 квітня 2001 |

| Туреччина | 0:2      | Хорватія           |
| --------- | -------- | ------------------ |
|           | Протокол | Пріїч 43' Чале 66' |

| Гленфорд Парк, Сканторп Глядачів: 1 679 Арбітр: Алон Єфет |

| 30 квітня 2001 |

| Франція        | 2:0      | Росія |
| -------------- | -------- | ----- |
| Мегні 23', 57' | Протокол |       |

| Бутем Крезент, Йорк Глядачів: 557 Арбітр: Едді Має |

### Півфінали
| 3 травня 2001 |

| Іспанія                    | 3:0      | Хорватія |
| -------------------------- | -------- | -------- |
| Торрес 47', 70' Сенель 53' | Протокол |          |

| Ріверсайд, Мідлсбро Глядачів: 5 300 Арбітр: Алон Єфет |

| 3 травня 2001 |

| Англія | 0:4      | Франція                                  |
| ------ | -------- | ---------------------------------------- |
|        | Протокол | Ле Таллек 2', 77' Сінама-Понголь 4', 72' |

| Сент-Джеймс Парк, Ньюкасл-апон-Тайн Глядачів: 30 160 Арбітр: Гжегож Гілевський |

### Матч за 3-тє місце
| 6 травня 2001 |

| Хорватія                                     | 4:1      | Англія        |
| -------------------------------------------- | -------- | ------------- |
| Ружак 7' Папа 17' Гргулович 70' Гривилич 77' | Протокол | Г.Джонсон 57' |

| Нью Ференс Парк, Дарем Глядачів: 400 Арбітр: Мартін Ганссон |

### Фінал
| 6 травня 2001 |

| Франція | 0:1      | Іспанія           |
| ------- | -------- | ----------------- |
|         | Протокол | Торрес 76' (пен.) |

| Стедіум-оф-Лайт, Сандерленд Глядачів: 31 100 Арбітр: Енді Д'Урсо |